# Linsensuppe

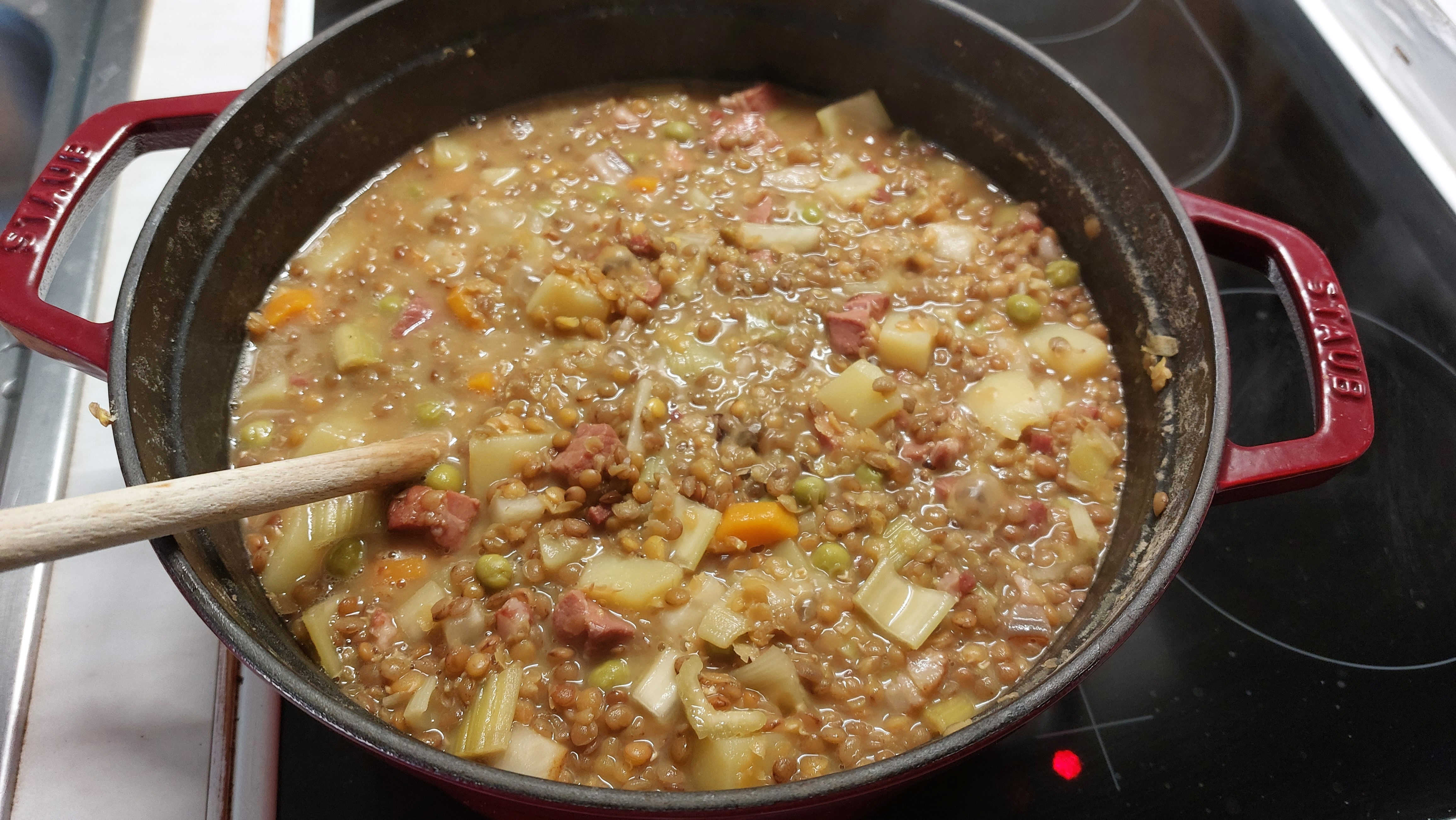
Linsensuppe aus Deutschland

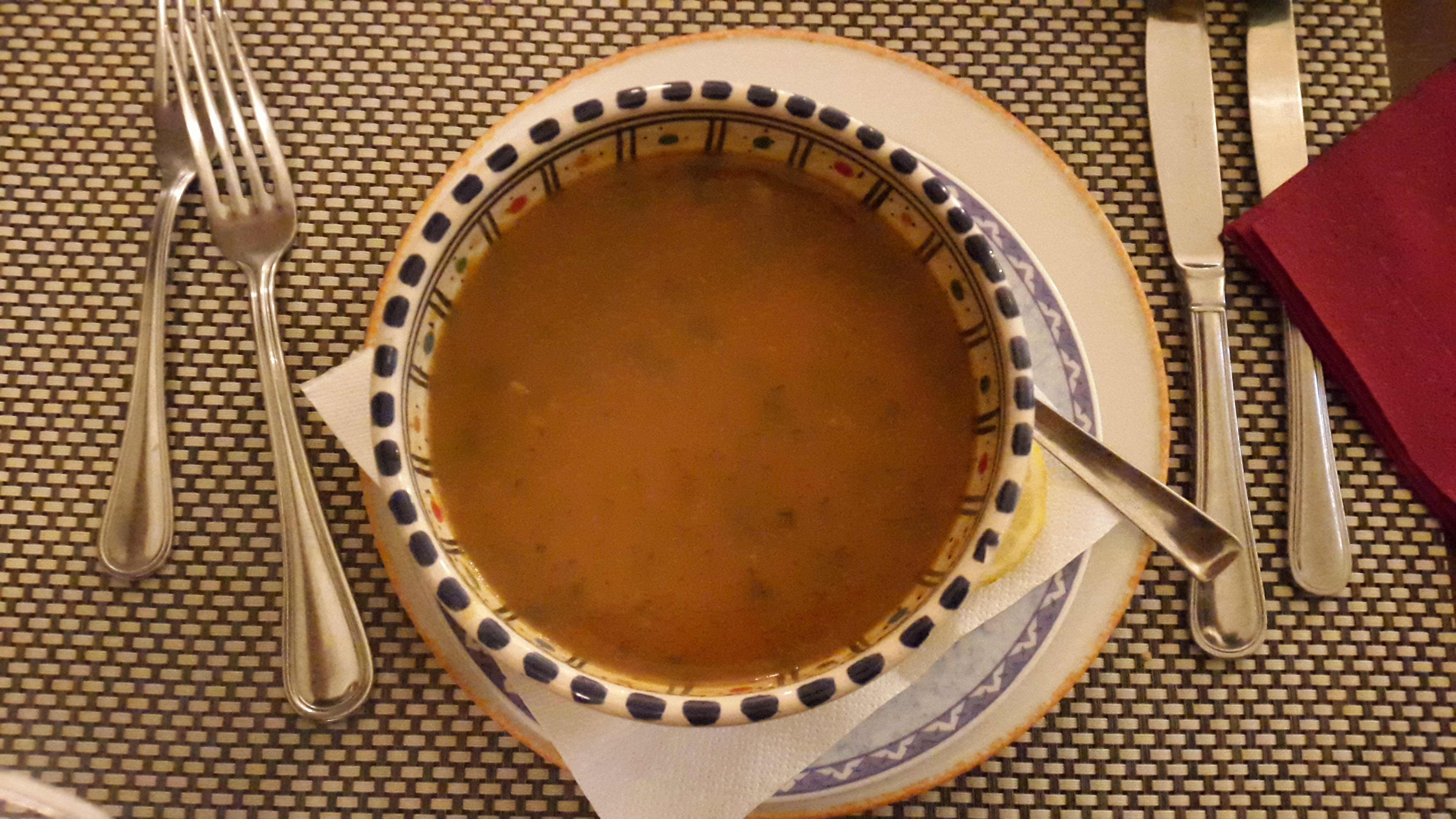
Linsensuppe aus Marokko

Linsensuppe ist eine weltweit bekannte Suppe aus gekochten Linsen, die je nach Rezept aus verschiedenfarbigen Linsen hergestellt und dick- oder dünnflüssig sein kann. In der Regel wird auch Gemüse mitgekocht.
In Deutschland ist die Frankfurter Linsensuppe eine hessische Regionalsuppe, sie wird als eine gebundene, mit Essig abgeschmeckte Suppe gekocht, mit Frankfurter Würstchen als Einlage, dazu Apfelmus.
Im Nahen Osten sind verschiedene Linsensuppen traditionell: so in der Türkei die Mercimek çorbası, in Ägypten die scharfe Shorbet Adds aus roten Linsen, die mit Limettensaft gesäuert wird, oder im Libanon die würzige Shorbet Adds bil Hammud aus grünen und braunen Linsen mit Spinat. In Syrien werden Spalten von Orangen und Zitronen zur Linsensuppe Rishta b'Addes aus braunen Linsen mit Nudeln gereicht. In Südindien ist Sambar, eine scharfe, dünne Linsensuppe populär, während Dal makhani in Pakistan eine dicke, cremige Linsensuppe ist.